# Luiz Carlos Guarnieri
Luiz Carlos Guarnieri (Mogi Mirim, 13 agosto 1971) è un ex calciatore brasiliano, di ruolo difensore.